# Die Wache tritt ans Gewehr
Die Wache tritt ans Gewehr či Mit Ablösung der Wache je německý němý film z roku 1896. Režisérem je Max Skladanowsky (1863–1939). V Deutsche Kinemathek se nachází 35 mm kopie.

## Děj
Film zachycuje s velkým zájmem obyvatel výměnu stráží na Neue Wache v berlínském bulváru Unter den Linden.